# La Machine
La Machine – miejscowość i gmina we Francji, w regionie Burgundia-Franche-Comté, w departamencie Nièvre.
Według danych na rok 1990 gminę zamieszkiwały 4192 osoby, a gęstość zaludnienia wynosiła 234 osoby/km² (wśród 2044 gmin Burgundii La Machine plasuje się na 55. miejscu pod względem liczby ludności, natomiast pod względem powierzchni na miejscu 525).
Polskim miastem partnerskim La Machine jest Stronie Śląskie.